# Radio 1
Radio 1 (det nuværende Radio Silkeborg) og søsterkanalen Silkeborg Guld (det nuværende Radio Alfa Silkeborg) var tidligere navne på to reklamefinansierede lokalradioer beliggende i Silkeborg.
Radio Silkeborg startede den 1. februar 1985, og i år 2008 skiftede kanalen navn til Radio 1, senere blev den til Radio M, og i 2014 blev navnet ændret til det, som det hele startede med - nemlig Radio Silkeborg. Radiostationer ejes af Midtjyllands Avis med hovedsæde på Papirfabrikken i Silkeborg.
| Radio | Spire Denne artikel om radio eller radioprogrammer er en spire som bør udbygges. Du er velkommen til at hjælpe Wikipedia ved at udvide den. |